# Tîrșiței
Tîrșiţei è un comune della Moldavia situato nel distretto di Telenești di 1.954 abitanti al censimento del 2004.

## Località
Il comune è formato dall'insieme delle seguenti località (popolazione 2004):
- Tîrșiței (1.676 abitanti)
- Flutura (276 abitanti)